# Kurragömmamossa
Kurragömmamossa (Haplomitrium hookeri) är en bladmossart som först beskrevs av Charles Lyell och James Edward Smith, och fick sitt nu gällande namn av Christian Gottfried Daniel Nees von Esenbeck. Kurragömmamossa ingår i släktet Haplomitrium och familjen Haplomitriaceae. Enligt den finländska rödlistan är arten nationellt utdöd i Finland. Enligt den svenska rödlistan är arten sårbar i Sverige. Arten förekommer i Götaland, Svealand, Nedre Norrland och Övre Norrland. Artens livsmiljö är öppna översvämningsstränder med finsediment vid sötvatten. Inga underarter finns listade i Catalogue of Life.